# Creedit

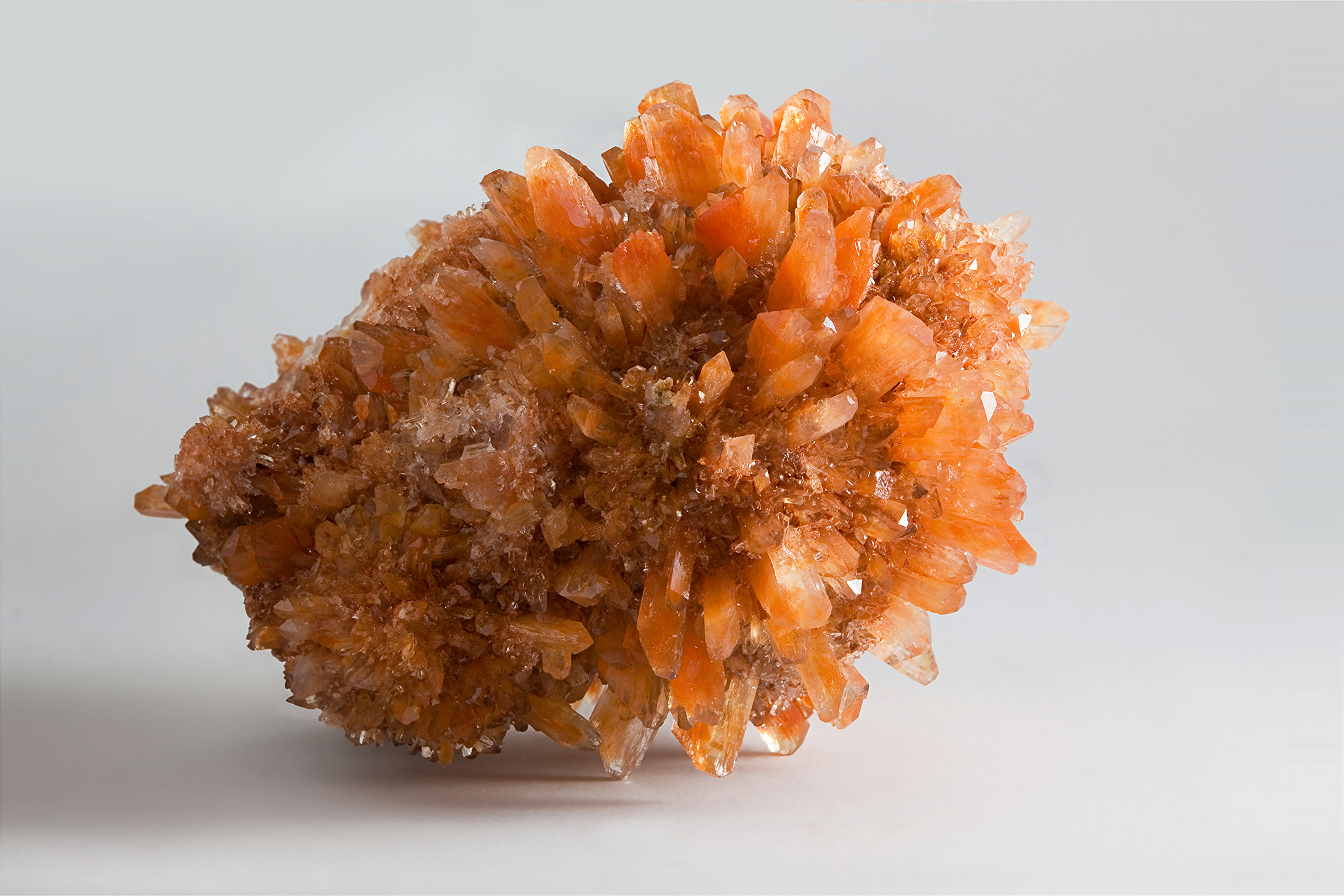
Creedit

Creedit je minerál složený z vápníku, hliníku, síry, fluoru, vodíku a kyslíku se vzorcem Ca3Al2SO4(F,OH)10·2(H2O).
Na Mohsově stupnici tvrdosti je hodnocen 3,5 až 4.
Poprvé byl popsán v roce 1916 v Coloradu. Vzniká oxidací uložených rud.